# Cappella di Santa Barbara a Porta Vecchia
La cappella di Santa Barbara a Porta Vecchia era un edificio religioso che si trovava nel centro storico di Grosseto.
La piccola chiesa fu costruita agli inizi del XVII secolo nella parte interna della Porta Vecchia che guardava verso piazza Manescalchi. Si conservano tracce di un'iscrizione nell'ambiente commerciale al piano terra dell'edificio di lato alla porta.

## Storia
L'oratorio venne realizzato per volere del granduca Ferdinando I de' Medici nel 1605, al servizio dei militari del posto di guardia della Porta Reale (poi Porta Vecchia), quando era comandante della piazzaforte di Grosseto il patrizio pisano Aurelio Lante. La cappella doveva sostituire un altro piccolo luogo di culto dedicato alla Vergine Maria, in origine posto poco fuori la porta della città, che era stato demolito dopo il 1576 in occasione della costruzione delle mura medicee.
La cappella di Santa Barbara fu progressivamente abbandonata nel corso del XVIII secolo e sconsacrata. Nel 1784 due privati, Pietro Morelli e Giuseppe Gaggioli, acquistavano con rogito del notaio Agostino Benci «uno stabile posto in questa Città di Grosseto sotto Porta vecchia denominato il Corpo di guardia dei soldati, Cappella contrammina consistente in diverse stanze e due loggiati, che esistono lateralmente a detta Porta vecchia, che sono composti di tre archi per parte». Durante i successivi lavori di smilitarizzazione della cinta muraria e dell'area di Porta Vecchia, nel corso del XIX secolo fu decisa la trasformazione dell'edificio religioso per l'edificazione dei moderni fabbricati.
All'interno dell'attività commerciale che ha trovato posto nell'ambiente della ex chiesa, è affissa una lapide marmorea recante l'iscrizione «Sacellum S. Barbarae V. et M. dicatum, annuente Ser.D.ne Ferdinando Med. M.E.D. ac presidii existente Prefecto perillumo.D.no Aurelio Lantes Patritio pisano. A.D. MDCV». («Oratorio dedicato a santa Barbara vergine e martire, annuente il serenissimo signore Ferdinando de' Medici, granduca d'Etruria al tempo in cui visse il prefetto illustrissimo signore Aurelio Lante, patrizio pisano, l'anno del Signore 1605»).